# Vandenboschia mettenii
Vandenboschia mettenii là một loài thực vật có mạch trong họ Hymenophyllaceae. Loài này được (C. Chr.) G. Kunkel miêu tả khoa học đầu tiên năm 1963.